# Belgrandiella bozidarcurcici
Belgrandiella bozidarcurcici – gatunek ślimaka z rodziny źródlarkowatych (Hydrobiidae).
Gatunek ten opisany został po raz pierwszy w 2014 roku przez Petera Glöera i Vladimira Pešicia na podstawie 88 okazów pozyskanych w 2012 roku. Miejscem typowym jest przełom Cvrcki koło Banja Luki w Republice Serbskiej. Epitet gatunkowy nadano na cześć Božidara Ćurčicia, specjalisty od fauny Bałkanów.
Ślimak ten ma białą głowę z ciemnym wzorkiem w części czołowej oraz ciemnymi plamkami ocznymi. Płaszcz jest ubarwiony ciemno z jasnym obrzeżeniem, zaś noga ma kolor biały. Muszla jest grubościenna, podługowato-owalna, dłuższa niż u B. koprivnensis, ale słabiej wydłużona niż u B. kuesteri. Wysokość muszli wynosi od 1,65 do 2,1 mm, a jej szerokość od 0,9 do 1,2 mm. Jej powierzchnia jest gładka, przezroczysta z pomarańczowym wieczkiem. Na skrętkę składa się od 4 do 4,5 wypukłych skrętów. Szczyt muszli jest mały i zaokrąglony. Jej ujście jest owalne, zaopatrzone w zgrubiałą perystomę. Dołek osiowy jest zamknięty. Długie i smukłe prącie ma ostry wierzchołek i pozbawione jest wyrostków.
Gatunek endemiczny dla Bośni i Hercegowiny, znany tylko z okolic miejsca typowego. Zasiedla źródła zaliczane do reokrenów i reopsammokrenów, znajdujące się na terenie lasów liściastych, głównie buczyn. Stwierdzany był na rzędnych od 372 do 808 m n.p.m. Wchodzi w skład bentosu. Należy do zdrapywaczy żerujących na peryfitonie. W niektórych źródłach współwystępuje ze ślimakami Bythinella schmidtii, Radix labiata oraz błotniarką moczarową.